# 亦都护高昌王世勋碑
亦都护高昌王世勋碑，简称世勋碑，是位于中国甘肃省武威市凉州区的元代石刻，为一个省级文物保护单位。现存于武威市文庙。

## 石碑的发现及现状

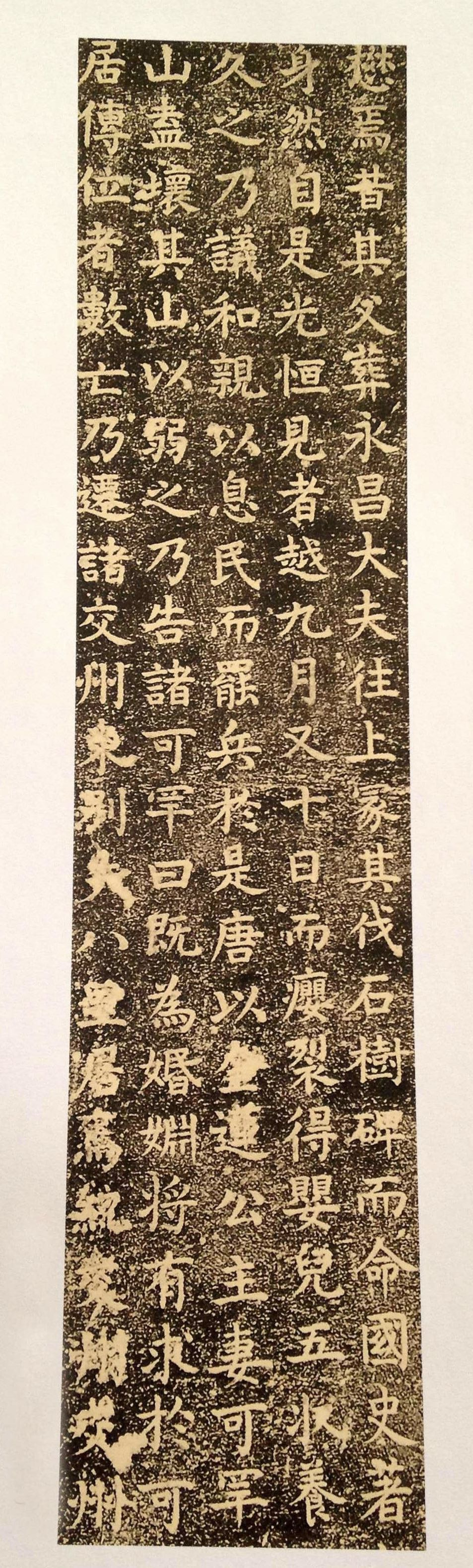
亦都护高昌王世勋残碑（汉文部分拓片）

亦都护高昌王世勋碑是从武威市城北15千米的石碑沟（今永昌镇石碑村）发现的。清朝时被埋没于地底下，该碑上下两段被挖出并制成磨盘，1933年其中段被挖出，1934年被移往当地教育馆。1964年，甘肃省博物馆又挖掘出刻有蟠螭碑首，并将其与碑身一起，存放在当地文庙。因当年运输不慎导致，现仅存下半段。该残碑身高超过1.8米、宽约1.7米、厚近0.5米，残存部分是全碑的五分之二左右，碑首则高1.3米、宽1.8米、厚0.52米。碑身阳面刻有36行、每行90字的汉文，现存下半部约40字，碑阴刻有分栏书写的回鹘文，部分文字已经漫漶不清，原碑可能分为十栏，每栏51-52行，现存后一部分的四栏半。

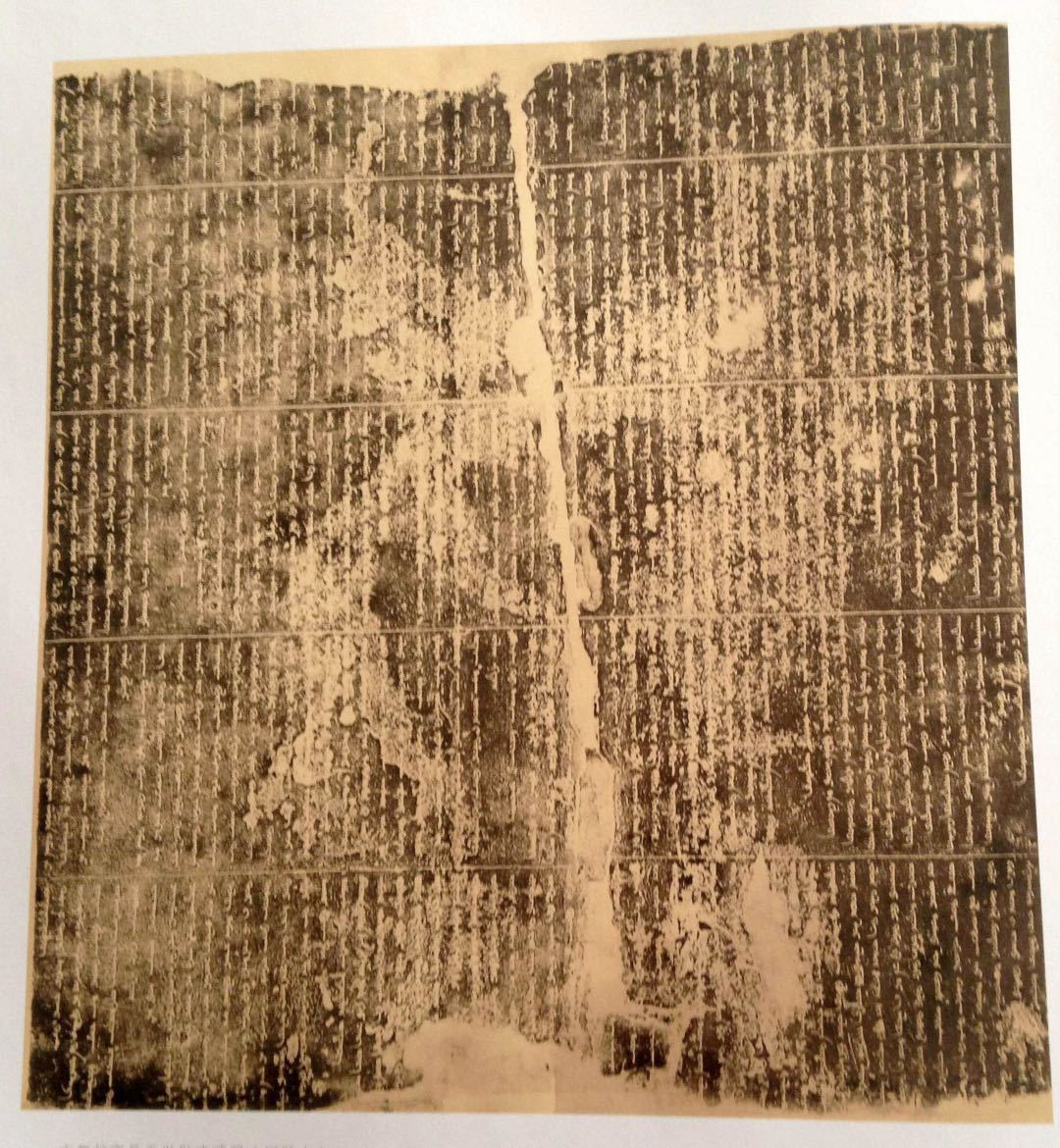
回鹘文书写的亦都护高昌王世勋残碑拓片

## 历史记载
亦都护高昌王世勋碑是元文宗帖睦爾普化的政绩进行的表彰，除此之外，也是为了表彰巴而朮·阿而忒·的斤到帖睦爾普化对元朝的效忠于元统二年（公元1334年）而立的，最早有《道园学古录》记录亦都护高昌王世勋碑全文，以此来撰写的史书有《元史·巴而术阿而戒的斤傅》、邵远平《擅弘筒录·也立安敦傅》，与此书记载相同的有《元文类》、《陇右金石录》（有删增）、《甘肃新通志》，与其略有不同的有乾隆刊本的《武威县志》，其内容与现存石碑相吻合，并且增加了太平奴嗣位以后的一些事情，黄文弼认为这是因为《威武县志》所载的是直接抄自石碑。而《道园学古录》所载的应为石碑碑文的初稿，立碑时间与撰文时间中间相隔3年，石碑所刻为最后定稿，所以具有一定差异。《陇右金石录》曾将碑阴面误认为蒙文，后经学者确认为回鹘文。

## 碑文内容
亦都护高昌王世勋碑据记载为奎章阁侍书学士虞集篆文， 礼部尚书康里巎巎书写，翰林学士承旨， 奎章阁大学士赵世炎撰额。碑文记载了高昌王和他祖先的事迹。对回鹘人的起源和高昌国的成立、元代回鹘亦都护高昌王的世袭和高昌与元联姻情况、对高昌王的赐封及权限都进行了记载。除此之外，关于“高昌回鹘”的辖境的方位问题以及也有学者参考本碑进行讨论。
回鹘文与汉文部分大致一致，但并非从汉文直接翻译而来。因为一些事件，回鹘文比汉文记载的更加具体和详细，例如都哇卜思围攻火州的时候，曾经向城中给亦都护王火赤哈儿·的斤射出信件，提出要娶火赤哈儿的女儿也立亦黑迷失的史实。除此之外，回鹘文部分记载了一些汉字部分遗失的内容，比如立碑时间为元顺帝元统二年（公元1334年）而非之前黄文弼推测的至顺三年等内容。一些内容与汉文有差异，比如马木刺·的斤在回鹘文里是亦都护王玉古伦赤·的斤的儿子，而在汉文里则是其弟弟。

## 影响
因为伊斯兰教进入新疆后，曾经的佛教中心高昌回鹘文化遭到了严重的损毁，导致对于当时的高昌的文献记录非常的少。亦都护高昌王世勋碑所记载的当时的人物和历史事件为后来的史学家提供了直接的一手资料。除此之外，世勋碑对元代文学、书法也有非常重要的价值以及对古代维吾尔语提供了材料。